# سرآب بیستون
سرآب بیستون در بیستون، محوطه تاریخی، فرهنگی بیستون واقع شده و این اثر در تاریخ ۲۵ اسفند ۱۳۸۰ با شمارهٔ ثبت ۵۰۲۰ به‌عنوان یکی از آثار ملی ایران به ثبت رسیده است.
این سرآب در سی کیلومتری شمال شرقی شهر کرمانشاه و در دامنه کوه بیستون قرار دارد. این سراب مزارع بیستون و «بلوردی» را مشروب می‌کند.
سرآب بیستون ۶۶اُمین اثر طبیعی ملی است که توسط سازمان میراث فرهنگی در ۳ مرداد ۱۳۸۸ در فهرست میراث طبیعی ایران قرار گرفت.